# Henri Lanique
Henri Lanique (Metz, 11 décembre 1838 - Metz, 2 juillet 1898) est un homme politique lorrain. Il a été député au Reichstag en 1889.

## Biographie
Henri Lanique voit le jour à Metz, en Lorraine, en 1838. Négociant en vins de profession, il est installé rue des Allemands à Metz. Conseiller municipal, il devient conseiller général de la Moselle, puis député à la délégation d’Alsace–Lorraine. 
Dans le paysage politique régional, on assiste à l’implantation progressive des partis politiques de type allemand, corrélativement à l’émergence d’une politique régionale propre au Reichsland et à ses enjeux. Ces nouveaux enjeux le poussent, en 1889, à se présenter aux élections législatives, provoquées par la démission du député protestataire Jules-Dominique Antoine. Il est élu député au Reichstag sur la circonscription de Metz. Estimant être mal élu, avec 64 % d'abstention, Henri Lanique démissionne, pour être remplacé par l'abbé Dellès. C'est la fin de la protestation radicale, et le repli sur la défense lorraine. 
Lanique fut par ailleurs directeur politique du journal Le Messin, de 1887 à 1898.
Henri Lanique décéda à Metz, en 1898.

## Mandats électifs
- 1889 : Metz, Reichstag

## Sources
- François Roth: Le temps des journaux 1860-1940, Presses universitaires de France, ed. Serpenoise, Bar-le-Duc, 1983.
- La fondation de la société d'histoire et d'archéologie de la Lorraine, Les cahiers lorrains, 1990 (p. 204, 214)